# Euphrasia borneensis
Euphrasia borneensis är en snyltrotsväxtart som beskrevs av Otto Stapf. Euphrasia borneensis ingår i släktet ögontröster, och familjen snyltrotsväxter. Inga underarter finns listade i Catalogue of Life.

## Bildgalleri

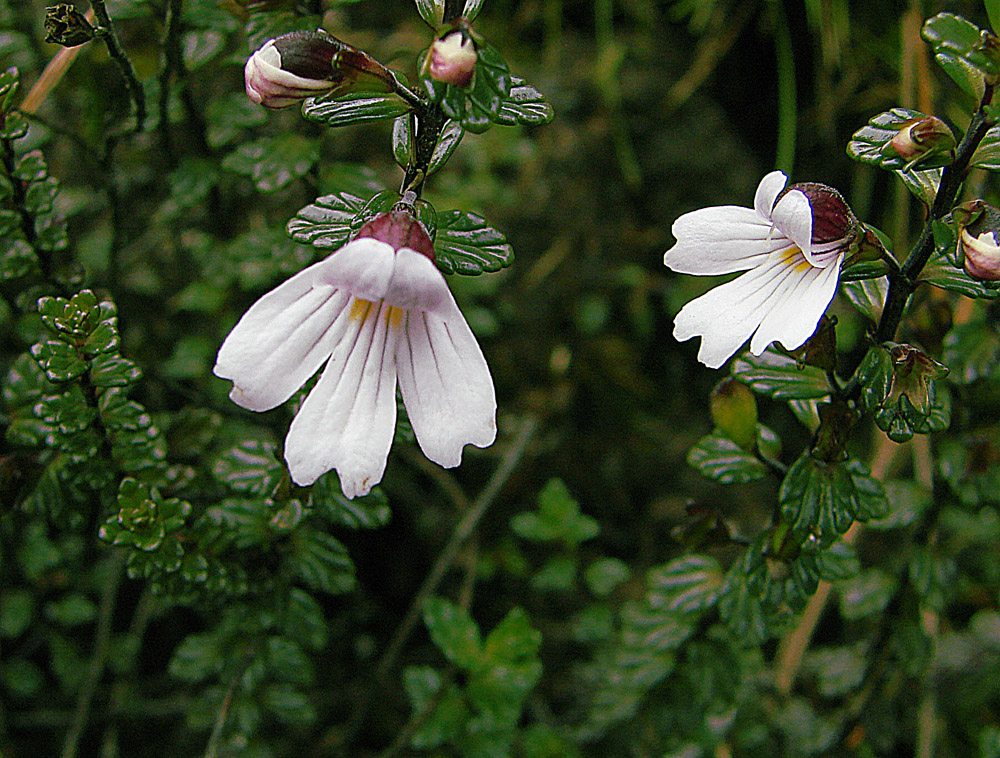